# Kentropyx viridistriga
Kentropyx viridistriga är en ödleart som beskrevs av den belgisk-brittiske zoologen George Albert Boulenger 1894. Kentropyx viridistriga ingår i släktet Kentropyx, och familjen tejuödlor. IUCN kategoriserar arten globalt som livskraftig. Inga underarter finns listade.

## Utbredning
Kentropyx viridistriga finns i Sydamerika där den förekommer i Paraguay, Argentina, Brasilien och Bolivia.